# Okerburg

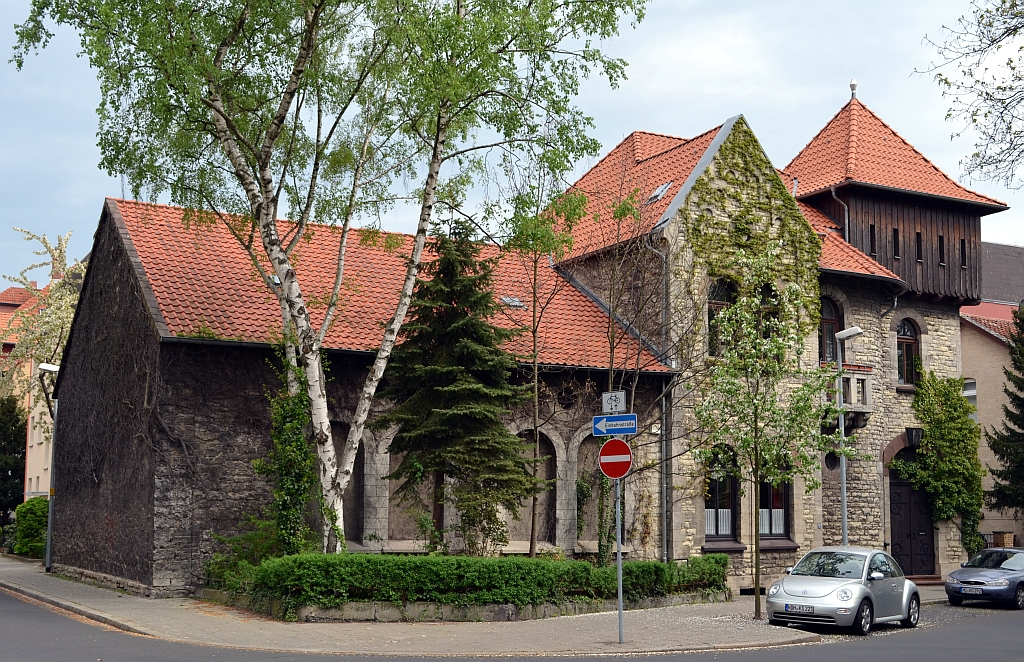
Die Okerburg 2012, der linke Gebäudeteil stammt noch von 1859.

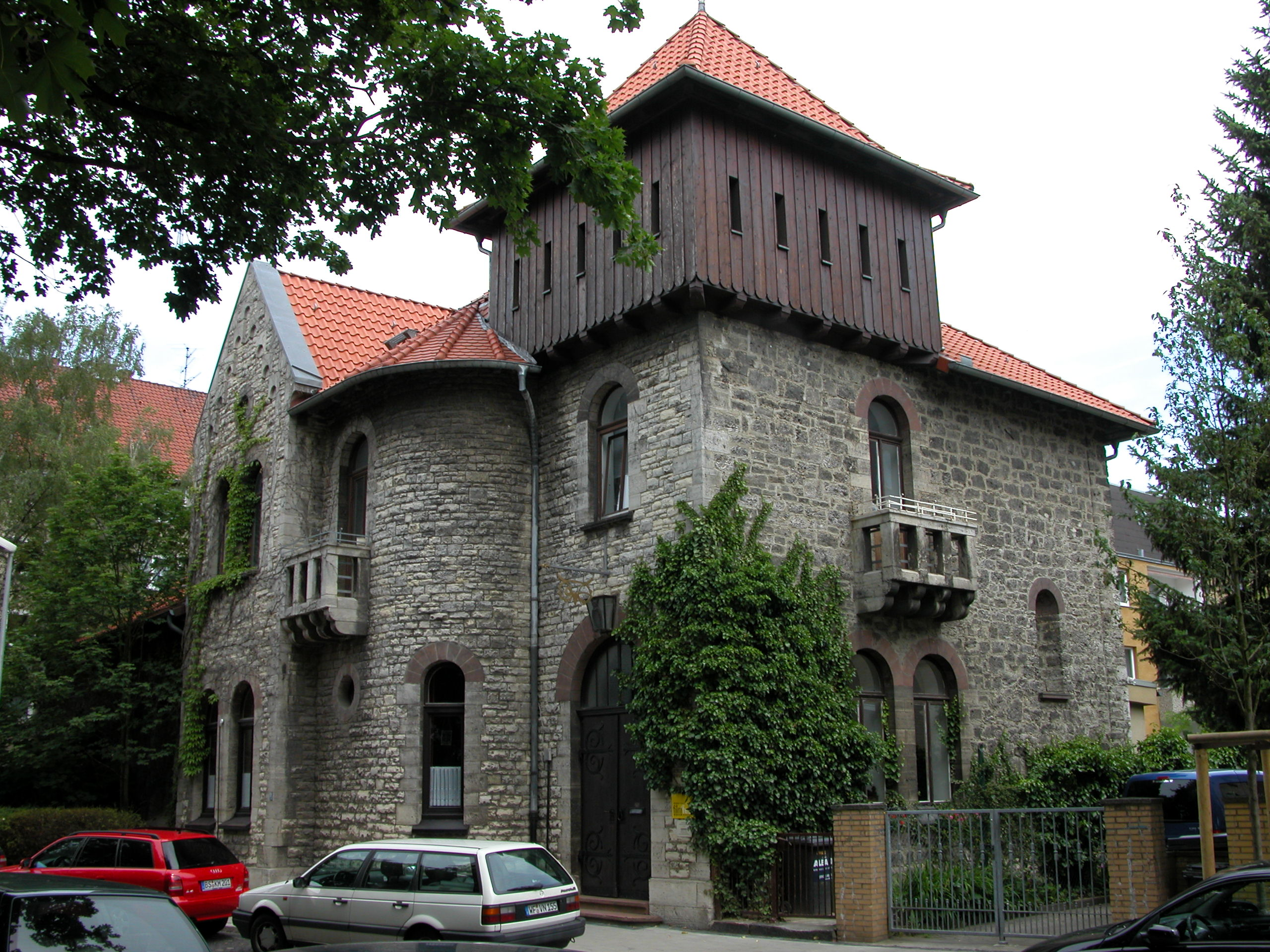
Detail des 1905 erbauten Teils.

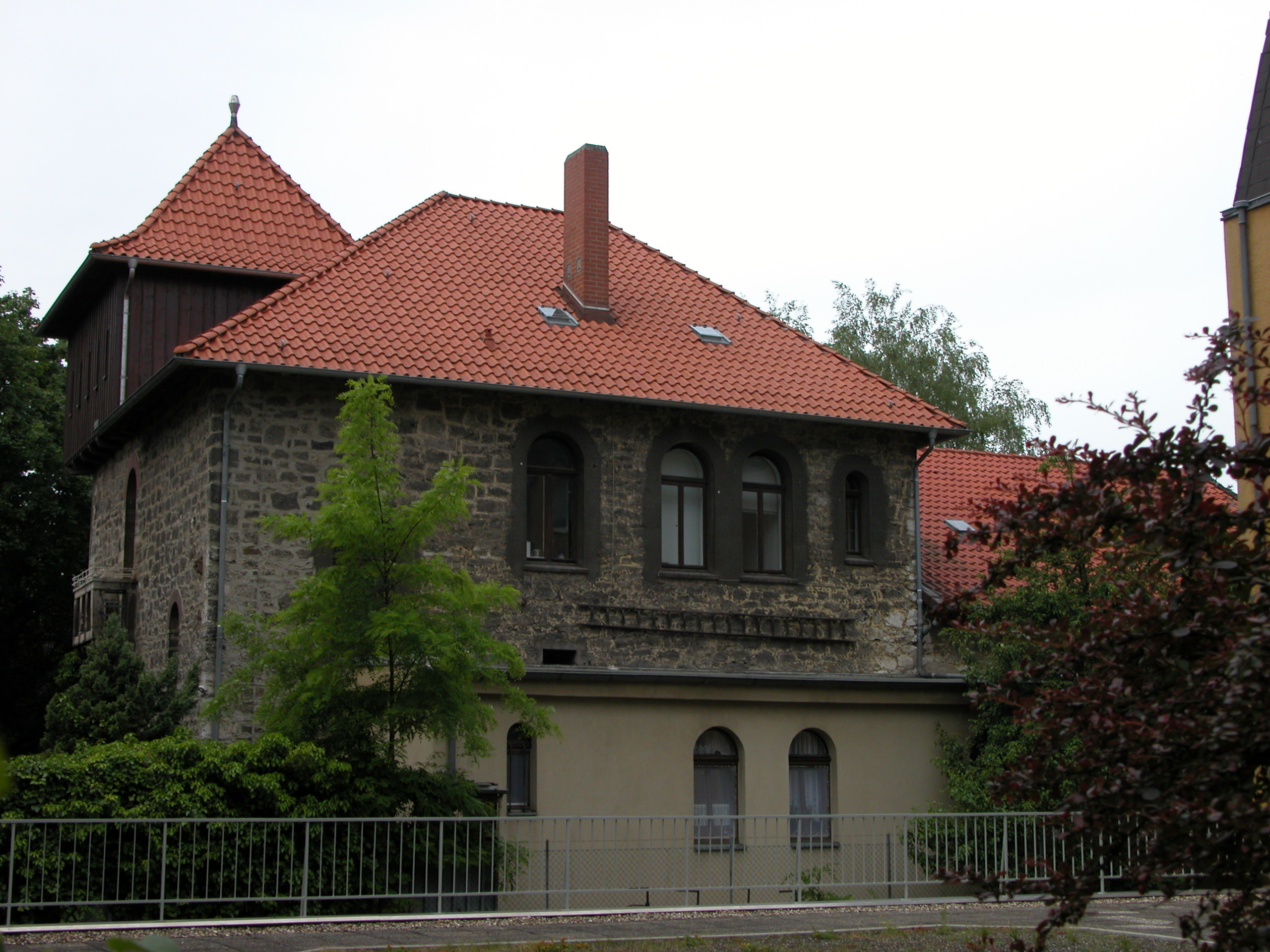
Rückansicht

Die erste Braunschweiger Quadriga mit Brunonia wohl kurz nach ihrer Fertigstellung um 1862/63 vor dem Südeingang der Gießerei, der späteren Okerburg. Georg Ferdinand Howaldt in der Mitte davor.

Das vom Volksmund als „Okerburg“ bezeichnete Gebäude befindet sich in der Hochstraße 21 in Braunschweig. Es wurde 1905 erbaut und war ursprünglich Werkstatt und Gießhalle der Braunschweiger Erzgießerfamilie Howaldt.

## Geschichte
Das denkmalgeschützte Gebäude befindet sich in der Hochstraße auf einem Eckgrundstück mit der Howaldtstraße im Östlichen Ringgebiet Braunschweigs. Die Hochstraße grenzt hier mit ihrem Südende an den Kreuzungspunkt zwischen Helmstedter Straße und Kastanienallee.
Auf dem Grundstück befand sich bereits eine 1859 von Georg Ferdinand Howaldt errichtete Gießhalle. Das schlichte, eingeschossige Bauwerk mit Rundbogenfenstern und Satteldach bildet noch heute den nördlichen Teil der Okerburg. Nach dem Tode des Erbauers übernahm dessen Sohn Hermann Heinrich Howaldt die Nachfolge. Nachdem dieser 1891 verstorben war, folgte Paul Rinckleben als Pächter. Zuletzt arbeitete dieser mit Ferdinand Adolf Howaldt zusammen. Beide konnten jedoch den Konkurs des Unternehmens im Jahre 1906 nicht verhindern.

## Architektur
Der heutige, zweigeschossige Bau entstand – bis auf den 1859 erbauten Teil – 1905 und vereint Elemente, wie sie in der Burg Dankwarderode und im Braunschweiger Dom wieder zu finden sind. Es handelt sich um ein massives Gebäude aus Bruchstein, das aufgrund der verspielten Architektur mit einem auffälligen Turm wie eine kleine Burg aussieht, was dem Ganzen – in Verbindung mit dem nahe gelegenen östlichen Okerring – den Spitznamen „Okerburg“ eintrug. Das Gebäude wurde mehrfach umgebaut und im Zweiten Weltkrieg beschädigt, wobei Wandmalereien zerstört wurden.
Nach dem Konkurs kaufte der Verein „Schlaraffia Brunsviga“ das Gebäude 1912 und veränderte es nochmals sowohl innen als auch außen. Noch heute ist die Okerburg der Stammsitz der Braunschweiger Schlaraffen.